# Nubhoteptikhred
Nubhoteptikhred ókori egyiptomi hercegnő volt a XIII. dinasztia idején. Gyakorlatilag csak érintetlenül fennmaradt dahsúri sírjáról ismert, ami III. Amenemhat piramisa közelében, attól északra található. A sírt Jacques de Morgan fedezte fel 1894-ben.
Sírja két, egymás felett elhelyezkedő kamrából áll, melyekhez hosszú folyosó vezet. Az alsó kamrában állt a hercegnő szarkofágja és kanópuszedényei, a felsőben egyéb temetkezési kellékeket helyeztek el. Nubhoteptikhred teste, melyből csak a csontváz maradt meg, fakoporsóban feküdt, melyet feliratokkal vésett aranybevonat díszített; a koporsóban megtalálták a belső, aranyozott, múmiaforma koporsó maradványait is. A testet széles nyakék, kar- és bokaperecek díszítették. Mellette királyi jelképeket találtak, köztük egy uasz-jogart és légycsapót. A kanópuszláda fából készült aranyborítással, a négy kanópuszedény alabástromból.
A felső kamrában számos kerámiaedényt találtak, egy illatszeres edényeket tartalmazó ládikát és egy másik, hosszabb dobozt további királyi jelvényekkel. A leletek ma a kairói Egyiptomi Múzeumban találhatóak.
Nubhoteptikhred rokona lehetett Hór fáraónak, akit a közelében temettek el. Nevében a  Nubhotepti jelentése: „az Arany [=Hathor istennő] elégedett”, míg a khred gyermeket jelent, ami utalhat arra, hogy anyját is Nubhoteptinek hívták; szkarabeuszok feliratáról valóban ismert ebből az időszakból egy Nubhotepti nevű nagy királyi hitves, aki talán Hór felesége lehetett és címei alapján egy királynak az anyja is. Miroslav Verner feltételezése szerint azonban az előző dinasztiához tartozó III. Amenemhat lánya lehet, mert ő volt a piramiskomplexum eredeti tulajdonosa.

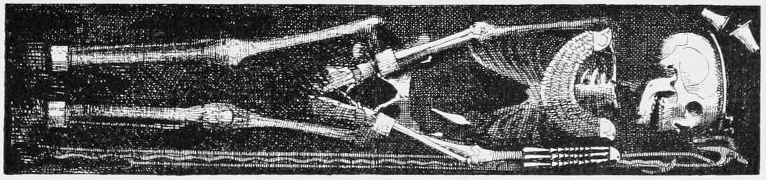
Nubhoteptikhred csontváza Georges Legrain rajzán

## Galéria

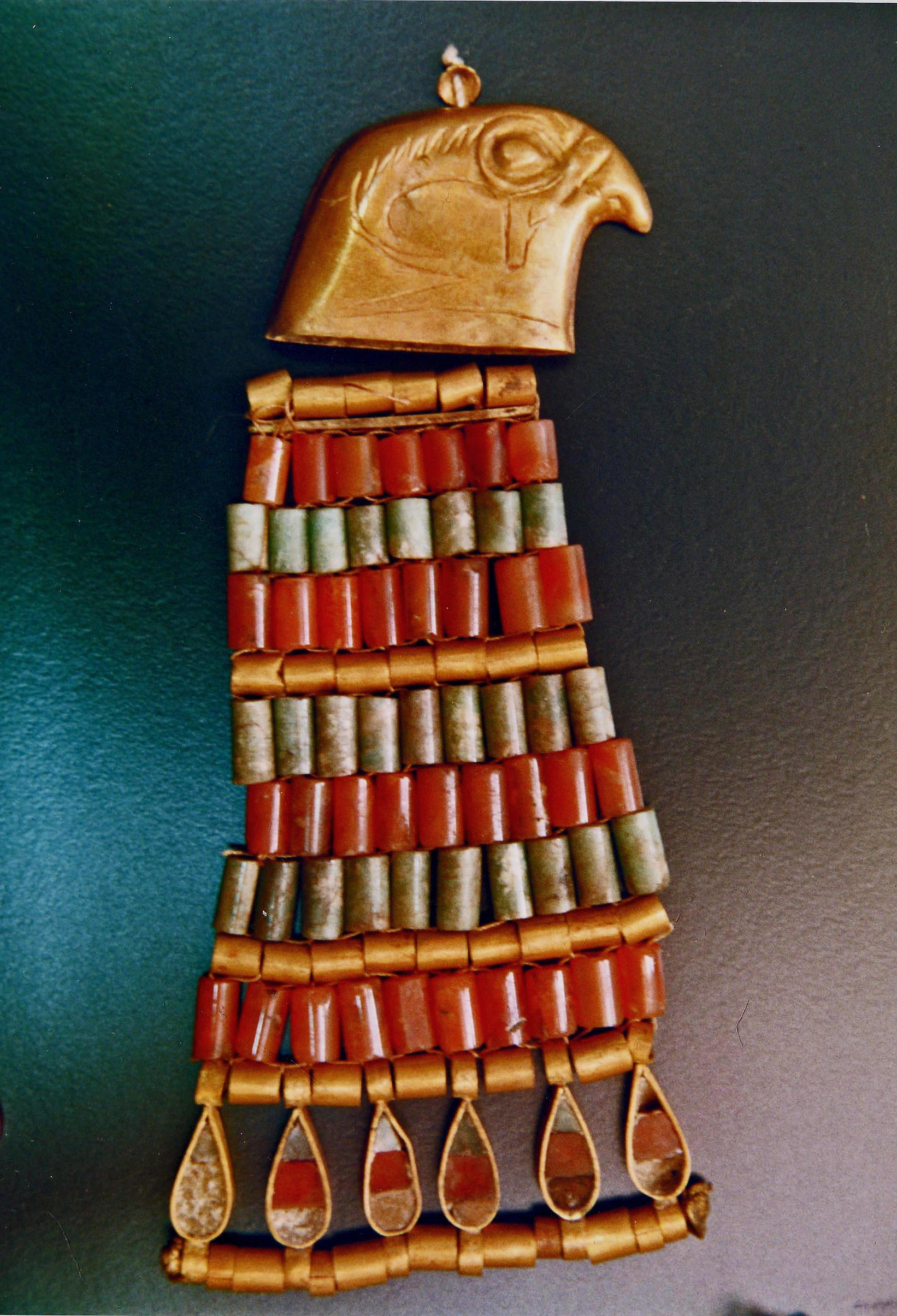
Nyakék része
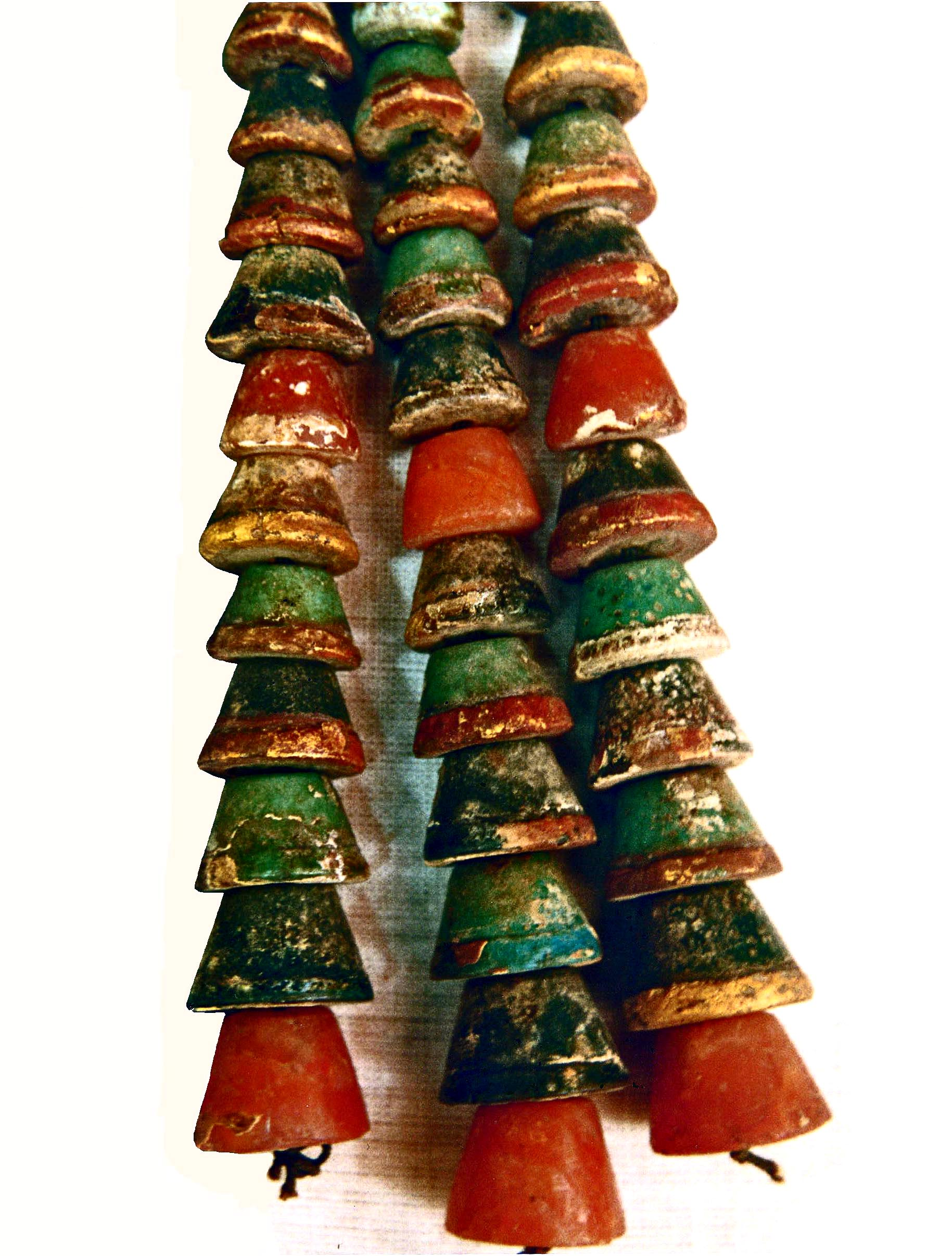
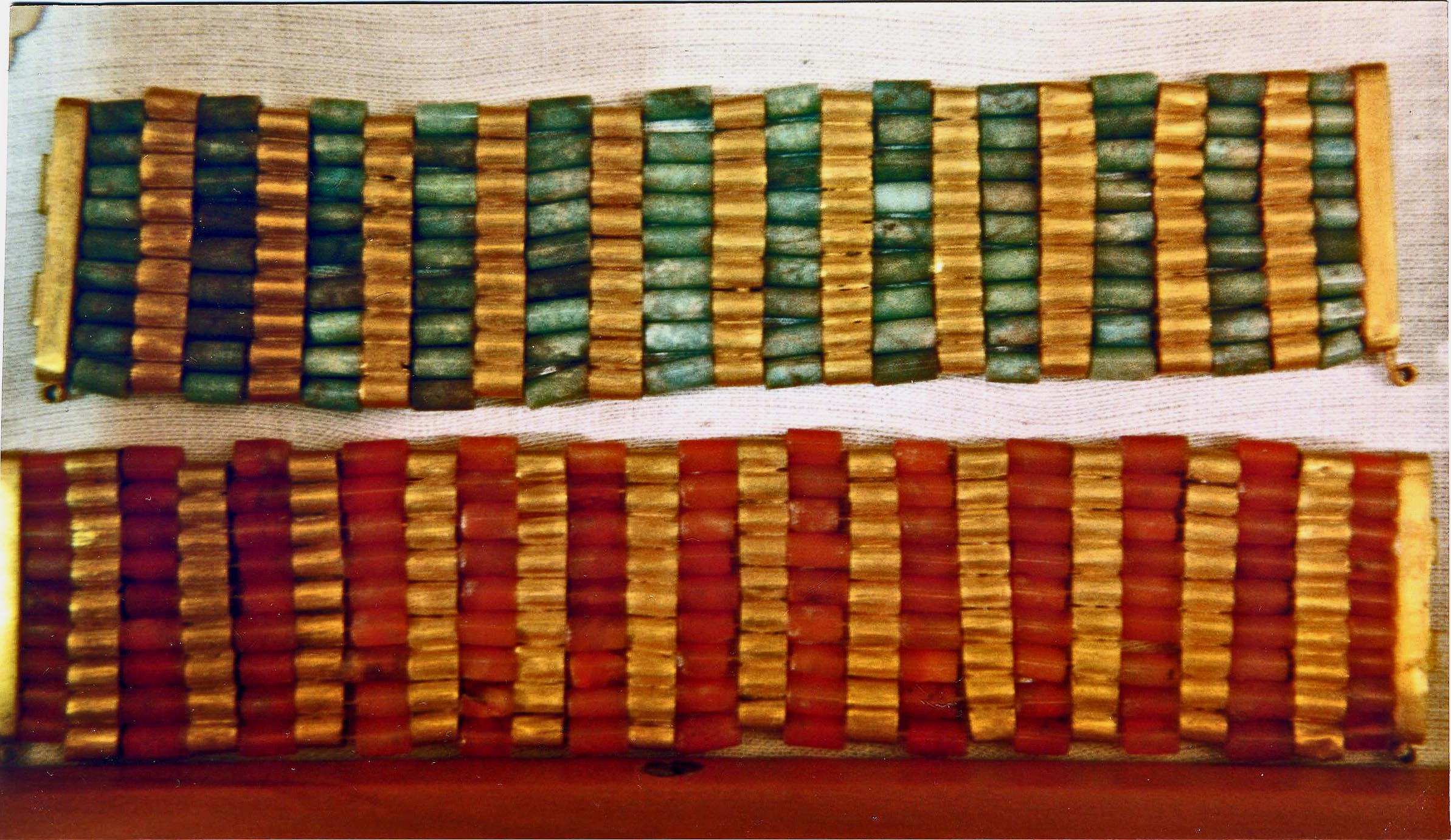
Karperecek
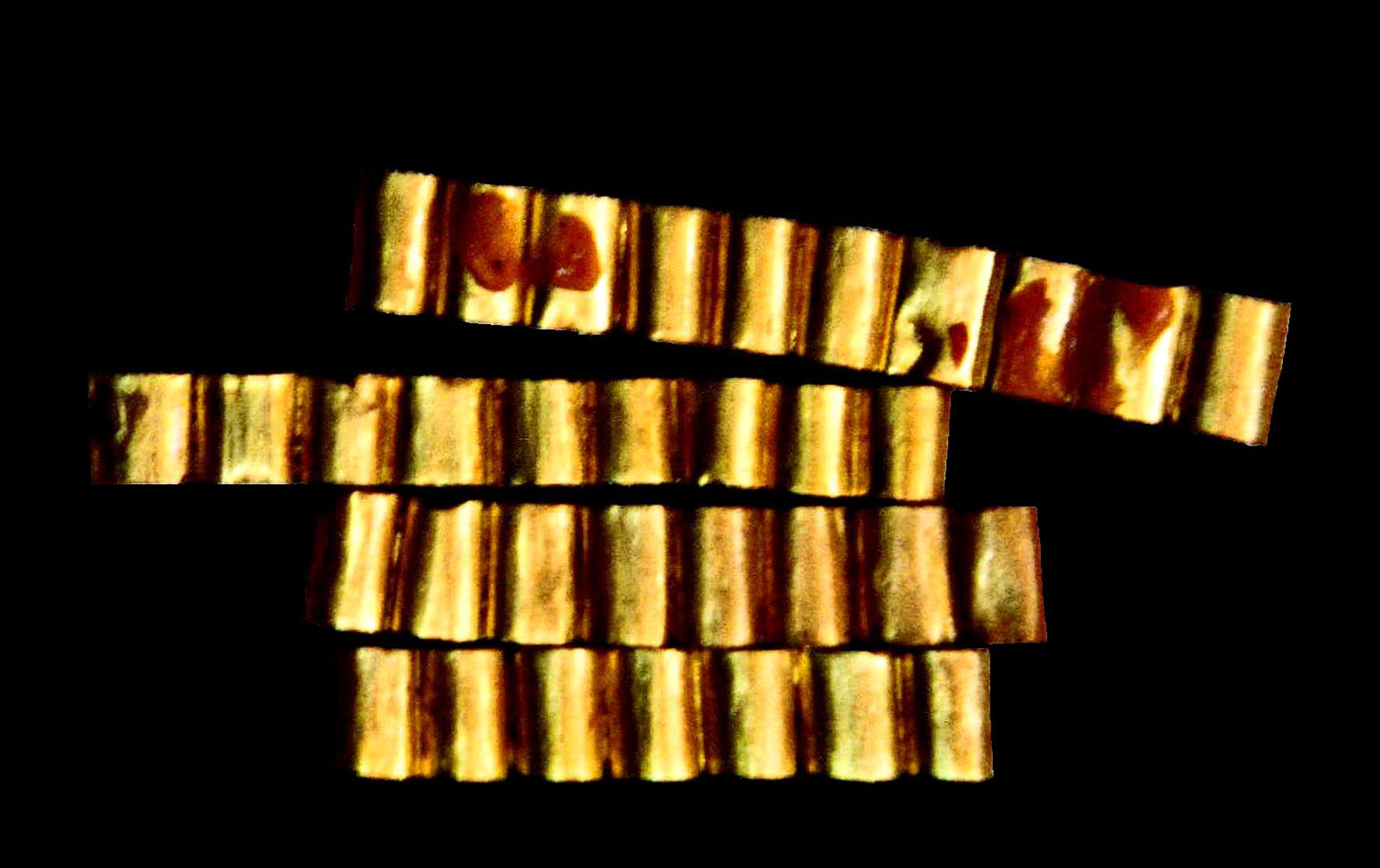
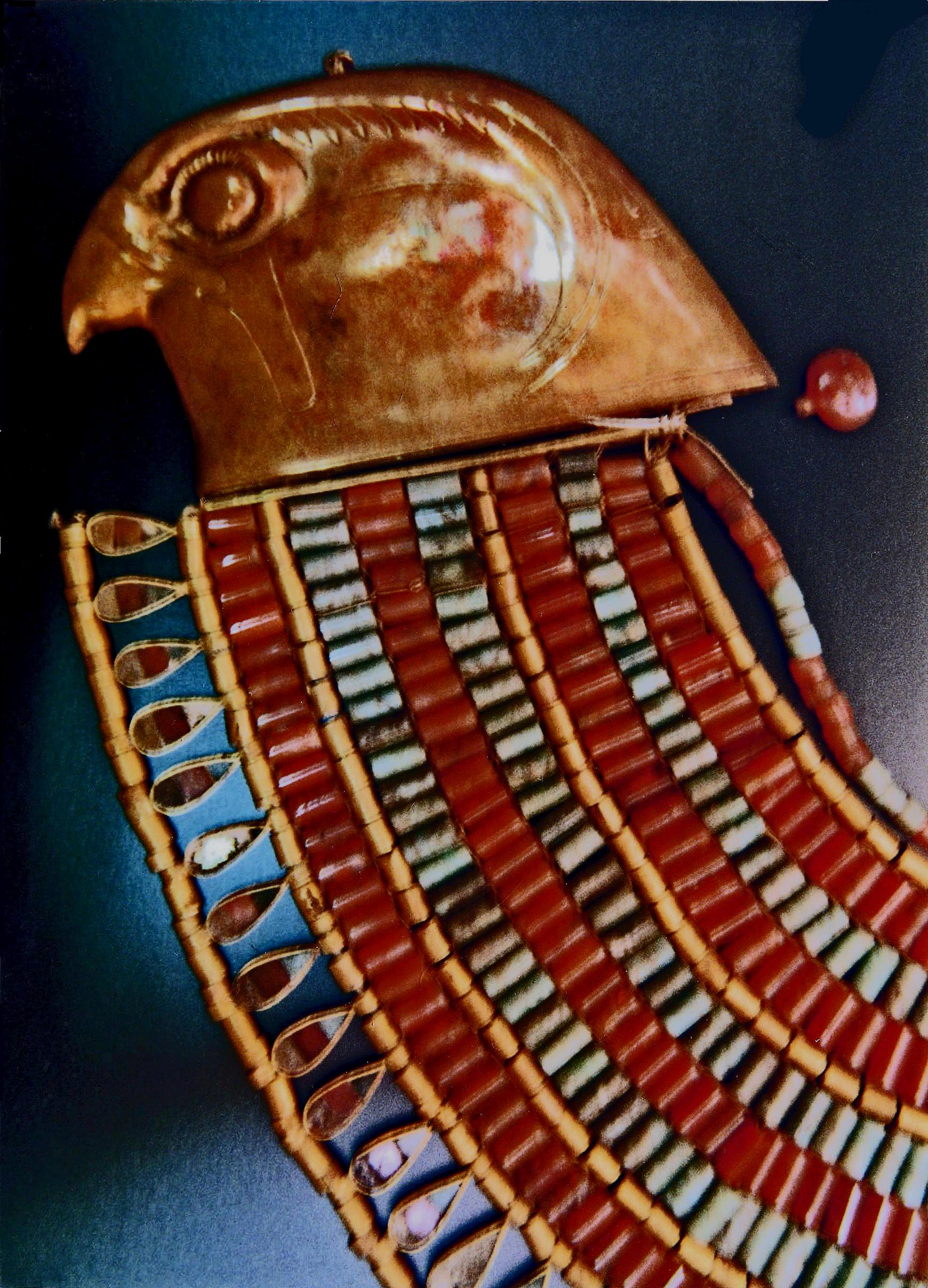
Nyakék